# Stenospermation arborescens
Stenospermation arborescens är en kallaväxtart som beskrevs av Michael T. Madison. Stenospermation arborescens ingår i släktet Stenospermation och familjen kallaväxter. IUCN kategoriserar arten globalt som starkt hotad.
Artens utbredningsområde är Ecuador. Inga underarter finns listade.